# Andrzej Radzikowski (biegacz)
Andrzej Radzikowski (ur. 1 kwietnia 1981) – polski lekkoatleta uprawiający biegi długodystansowe, specjalizujący się w biegu 24-godzinnym.

## Życiorys
W 2012 roku podczas Mistrzostw Polski w biegu 24-godzinnym w Katowicach zdobył brązowy medal z wynikiem 235,542 km.
Podczas Mistrzostw Europy w biegu 24-godzinnym w Katowicach zdobył brązowy medal w drużynie z Piotrem Sawickim i Pawłem Szynalem, indywidualnie zajął 8. miejsce z wynikiem 249,809 km.
W 2013 roku podczas Mistrzostw Polski w biegu 24-godzinnym w Katowicach zdobył złoty medal z wynikiem 251,113 km.
W 2017 roku podczas Mistrzostw Polski w biegu 24-godzinnym w Łodzi zdobył złoty medal z wynikiem 258,228 km.
W 2018 roku podczas Mistrzostw Europy w biegu 24-godzinnym w Timișoarze zdobył złoty medal z wynikiem 265,419 km.

## Osiągnięcia
| Rok  | Impreza                                      | Miejsce     | Konkurencja   | Pozycja      | Wynik     |
| ---- | -------------------------------------------- | ----------- | ------------- | ------------ | --------- |
| 2012 | Mistrzostwa Europy w biegu 24-godzinnym 2012 | Katowice    | indywidualnie | 8. miejsce   | 249 809 m |
| 2012 | Mistrzostwa Europy w biegu 24-godzinnym 2012 | Katowice    | drużynowo     | 3. miejsce   | 741 267 m |
| 2012 | Mistrzostwa Świata w biegu 24-godzinnym 2012 | Katowice    | indywidualnie | 10. miejsce  | 249 809 m |
| 2012 | Mistrzostwa Świata w biegu 24-godzinnym 2012 | Katowice    | drużynowo     | 4. miejsce   | 741 267 m |
| 2013 | Mistrzostwa Europy w biegu 24-godzinnym 2013 | Steenbergen | indywidualnie | 32. miejsce  | 218 631 m |
| 2013 | Mistrzostwa Europy w biegu 24-godzinnym 2013 | Steenbergen | drużynowo     | 9. miejsce   | 665 730 m |
| 2013 | Mistrzostwa Świata w biegu 24-godzinnym 2013 | Steenbergen | indywidualnie | 44. miejsce  | 218 631 m |
| 2013 | Mistrzostwa Świata w biegu 24-godzinnym 2013 | Steenbergen | drużynowo     | 12. miejsce  | 665 730 m |
| 2015 | Mistrzostwa Europy w biegu 24-godzinnym 2015 | Turyn       | indywidualnie | 28. miejsce  | 232 133 m |
| 2015 | Mistrzostwa Europy w biegu 24-godzinnym 2015 | Turyn       | drużynowo     | 4. miejsce   | 727 221 m |
| 2015 | Mistrzostwa Świata w biegu 24-godzinnym 2015 | Turyn       | indywidualnie | 36. miejsce  | 232 133 m |
| 2015 | Mistrzostwa Świata w biegu 24-godzinnym 2015 | Turyn       | drużynowo     | 6. miejsce   | 727 221 m |
| 2017 | Mistrzostwa Świata w biegu 24-godzinnym 2017 | Belfast     | indywidualnie | 71. miejsce  | 212 804 m |
| 2017 | Mistrzostwa Świata w biegu 24-godzinnym 2017 | Belfast     | drużynowo     | 2. miejsce   | 766 934 m |
| 2018 | Mistrzostwa Europy w biegu 24-godzinnym 2018 | Timișoara   | indywidualnie | 1. miejsce   | 265 419 m |
| 2018 | Mistrzostwa Europy w biegu 24-godzinnym 2018 | Timișoara   | drużynowo     | 4. miejsce   | 710 373 m |
| 2019 | Mistrzostwa Świata w biegu 24-godzinnym 2019 | Albi        | indywidualnie | 174. miejsce | 125 347 m |
| 2019 | Mistrzostwa Świata w biegu 24-godzinnym 2019 | Albi        | drużynowo     | 4. miejsce   | 748 179 m |